# Парлін (Свецький повіт)
Парлін (пол. Parlin) — село в Польщі, у гміні Прущ Свецького повіту Куявсько-Поморського воєводства.
Населення — 468 осіб (2011).
У 1975-1998 роках село належало до Бидгощського воєводства.

## Демографія
Демографічна структура станом на 31 березня 2011 року:
|          | Загалом | Допрацездатний вік | Працездатний вік | Постпрацездатний вік |
| -------- | ------- | ------------------ | ---------------- | -------------------- |
| Чоловіки | 228     | 72                 | 134              | 22                   |
| Жінки    | 240     | 59                 | 135              | 46                   |
| Разом    | 468     | 131                | 269              | 68                   |